# Кам'яниця Дараганів
Кам'яниця Дараганів — пам'ятка архітектури, унікальна господарська будівля (комора) 18 століття, що входить до комплексу споруд садиби Покорщина.

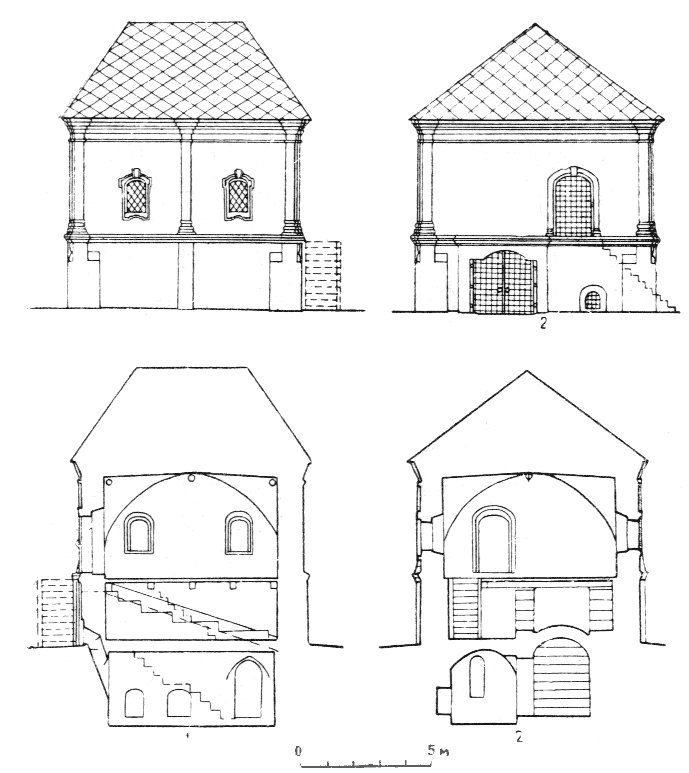
План-схема кам'яниці Дараганів

## Історія
Збудована київським полковником Юхимом Дараганом. Використовувалася для зберігання зброї, а також як скарбниця Київського полку.

## Архітектура
Будівля збереглася в первісному об'ємі. Декор відноситься до 1750—1770 років, дерев'яні сходи, що ведуть на другий поверх — сучасні. Споруда має стильові ознаки бароко і ампіру. Цегляна, квадратна в плані, однокамерна, двоповерхова з глибоким підвалом, який повторює по розмірах наземні поверхи. Перекриття — зімкнуті зводи, дах чотирьохскатний, крівля залізна.
Входи на перший і другий поверхи з боку західного фасаду. Вікна і двері з трьохцентровими перемичками і вухатими наличниками. У вікнах — ґрати. Стіни увінчані розвиненими карнизами, розкріпованними на пілястрах, що членують фасади і що підкреслюють розскріповані кути будівлі, по горизонталі членуються міжповерховим також розкріпованим карнизом.
Тяжіння до улаштування льохів виявилося в тому, що тут зведено три поверхи: наземний, напівпідвальний і власне підвальний, з багатьма нішами. Загадкою тут є відсутність кам'яних сходів, навіть не видно їх слідів в наземному поверсі, що розташований над землею на висоті 2—2,5 м. Мабуть, для більшої безпеки зберігання майна на верхній поверх вели дерев'яні приставні сходи.
Просторове вирішення інтер'єру збагачене наявністю великої кількості ніш, що мали функціональне призначення. Композиція споруди відрізняється цілісністю і простотою архітектурного задуму, лаконізмом форм і хорошими пропорціями. Пам'ятка — одна з небагатьох кам'яних господарських споруд XVIII століття, що збереглися, на Лівобережній Україні.

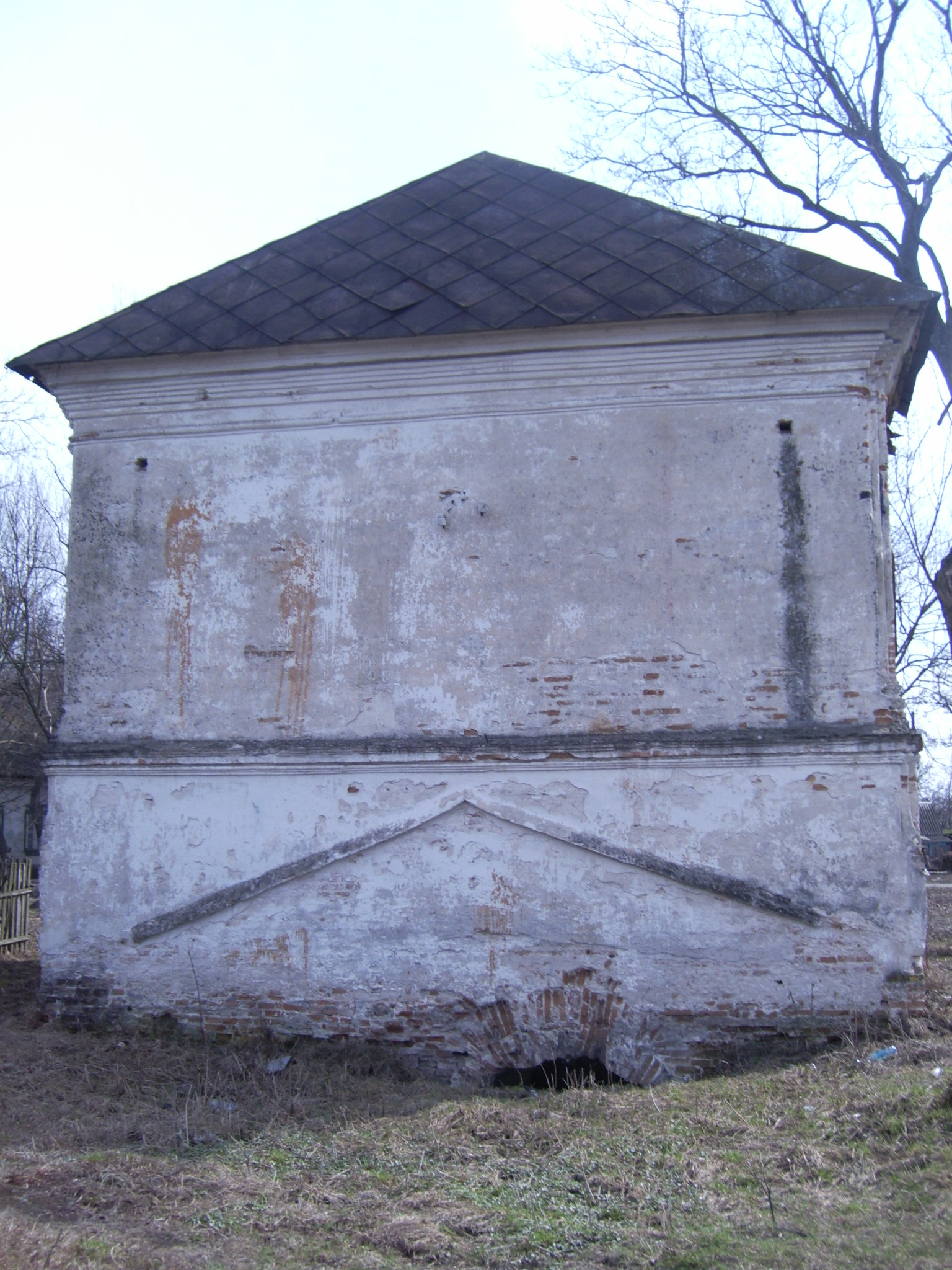
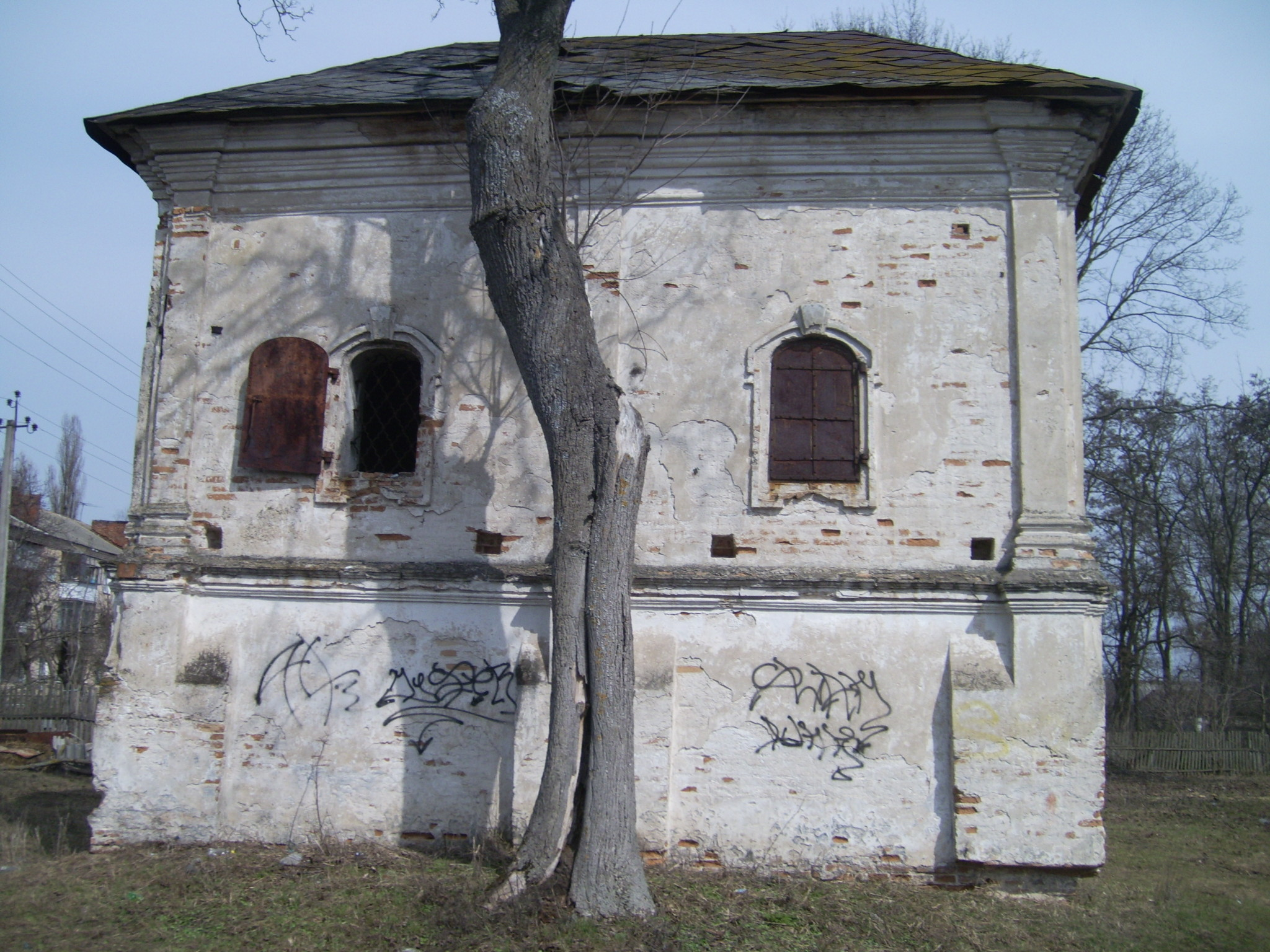
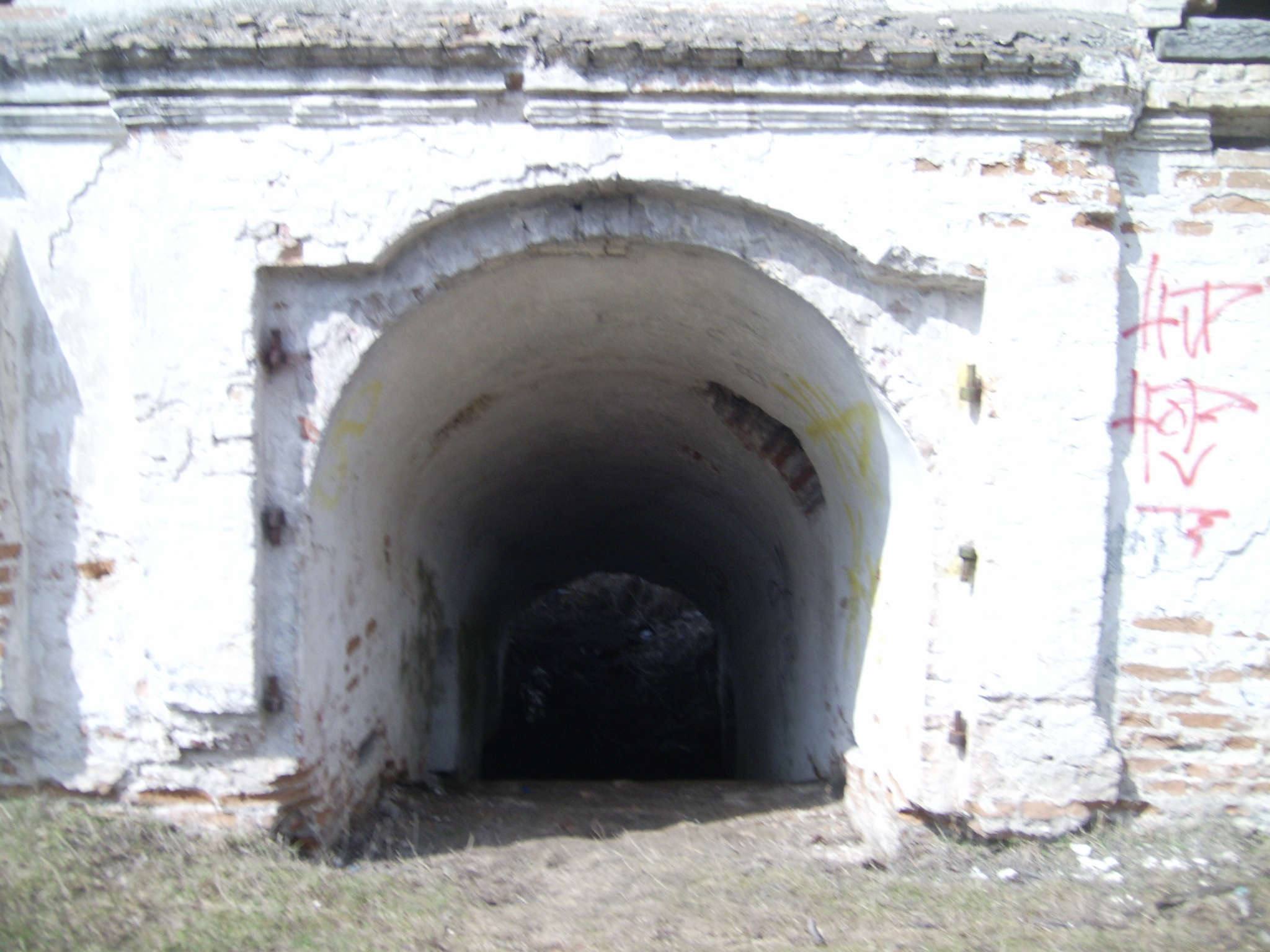